# دانیل رامسیر
دانیل رامسیر (انگلیسی: Daniel Ramseier؛ زادهٔ ۱۹۶۳) ورزشکار اهل سوئیس است.
وی در مسابقات کشوری و بین‌المللی در مجموع برندهٔ ۲ مدال نقره، ۳ مدال برنز شده‌است.